# Киричук Максим Юрійович
Максим Юрійович Киричук (23 березня 1989, смт Борова Харківської області — 22 травня 2022) — український військовик, майор Збройних сил України, командир 13-го окремого мотопіхотного батальйону (2021-2022). Учасник російсько-української війни, що загинув у ході російського вторгнення в Україну в 2022 році. Лицар ордена Богдана Хмельницького III ступеня.

## Життєпис
Після здобуття середньої освіти та проходження військової служби він поступив до Львівського інституту сухопутних військ імені гетьмана Петра Сагайдачного Національного університету «Львівська політехніка», який у вересні 2009 року набув статусу Академії сухопутних військ.
З початком війни на сході України у 2014 році Максим Киричук став на захист рідної країни. За буремні часи війни побував у багатьох гарячих точках фронту російської-української війни. Пройшов Дебальцеве, Авдіївку, Слов'янськ. 2016 року був призначений командиром мінометної батареї в одному з батальйонів, а у 2017 році обійняв посаду заступника командира батальйону з озброєння.
У березні 2021 року Максим Киричук був призначений командиром 13-го окремого мотопіхотного батальйону, який базувався в смт Вороніж Сумської області.
З початком повномасштабного російського вторгнення в Україну командир батальйону разом зі своїми підлеглими перебував на всіх важких ділянках фронту: під Глуховом, Кролевцем, дещо пізніше Батурином та Ніжином. Захищав Чернігів та Київ.
На початку квітня 2022 року відзначений орденом «Богдана Хмельницького» III ступеня.
У травні 2022 року вояки 13-го окремого мотопіхотного батальйону під Слов'янськом та Бахмутом вели надзвичайно важкі бої з ворогом.
Загинув Максим Киричук 22 травня 2022 року.
Поховали з урочистостями у Шостці 25 травня 2022 року разом ще з двома військовиками - Андрієм Дьоміним та Володимиром Елешкевичем.

## Родина
Під час війни на сході України зустрів своє справжнє кохання, а згодом у молодій родині народився маленький син Кирило.

## Хобі
Максим Киричук обожнював спорт – футбол і біг, з насолодою вирушав на рибалку. Вмів гарно готувати: мав цілу низку «фірмових» рецептів. Запросто міг самотужки зварити борщу і нагодувати бойових побратимів. Коли видавалася вільна хвилина, мріяв про те, як побудує просторий і затишний дім та запросить на гостини родичів і друзів. Хотів після війни здійснити «всеукраїнську подорож» і відвідати всіх-всіх рідних, яких дуже любив…

## Нагороди
- орден «Богдана Хмельницького» II ступеня (2024) — за особисту мужність, виявлену у захисті державного суверенітету та територіальної цілісності України, самовіддане виконання військового обов’язку[8].
- орден «Богдана Хмельницького» III ступеня (2022) — за особисту мужність і самовіддані дії, виявлені у захисті державного суверенітету та територіальної цілісності України, вірність військовій присязі.